# Urusei Yatsura 2: Beautiful Dreamer
Urusei Yatsura 2: Beautiful Dreamer (jap. うる星やつら2 ビューティフル・ドリーマー) ist ein Anime-Film aus dem Jahr 1984. Es handelt sich um den zweiten von sechs Filmen zur Anime-Fernsehserie Urusei Yatsura, die auf einer Manga-Serie von Rumiko Takahashi basiert. Das Animationsstudio Studio Pierrot produzierte den Film.

## Handlung
Der Film beginnt mit dem Aufbau eines Theaterstück aus dem Zweiten Weltkrieg in der Tomobiki-Schule, welches am nächsten Morgen stattfinden sollte. Doch der Tag will nicht enden, und als der Lehrer Onsen-Mark, Ataru, Lum und ihre Freunde nach Hause gehen wollen, können sie ihr Ziel nicht erreichen. Der Lehrer, der zu Hause ankommt, sieht dort Pilze wachsen und stellt fest, dass dort schon Jahre vergangen sein müssen. In der Schule aber gegen die Vorbereitungen weiter und der Tag will nicht enden. Es geschehen mehr mysteriöse Ereignisse an der Schule und bald fliehen die Freunde, um bald zu erfahren, dass nur noch Tomobiki auf den Rücken einer riesigen Schildkröte existiert. Nur Atarus Haus ist ihnen von ihren Wohnungen geblieben und sie beginnen ihre isolierte Welt zu erkunden. Es verschwinden nach und nach weitere Charaktere.
Schließlich findet Mendō heraus, dass all dies aus dem Traum Lums entstanden ist, gemeinsam mit Ataru und dessen Familie zu leben. Der Traumgeist Mujaki hat ihr so diesen Wunsch erfüllt. Die Freunde beschwören den Traumfresser Baku, um sie von dem Traum zu befreien. Doch stürzt dieser Ataru zunächst in eine Reihe weiterer Träume. Damit Ataru endlich aufwacht, muss er den Namen eine Person sagen, die er liebt. Als er Lum nennt, wird er schließlich erlöst und wacht auf.

## Analyse
Im Gegensatz zum ersten Film und zur Fernsehserie spielt der Titel eine wichtige Rolle für den Film. 
Beautiful Dreamer lehnt sich an das japanische Märchen Urashima Tarō an, in dem ein Fischer Zeit in einem Palast unter Wasser verbringt und als er zurückkehrt sind in seinem Dorf viele Jahre vergangen. Auch weitere archetypische Bilder aus der japanischen Mythologie finden Verwendung.

## Produktion
Der Film wurde vom Studio Pierrot unter der Regie von Mamoru Oshii produziert. Die künstlerische Leitung hatte Shichiro Kobayashi inne und die Musik komponierte Katsu Hoshi. 
Dieser Film ist der letzte der vom Studio Pierrot animiert wurde und Mamoru Oshii die Regie führte. Weil Mamoru Oshii mit dem ersten Film unzufrieden war, entschied er sich bei dem zweiten Film seinen eigenen Weg zu gehen und verwarf somit den Originalscript von Rumiko Takahashi.

## Synchronisation
Die japanische Synchronisation wurde von New Japan Studios produziert.
| Rolle              | Japanischer Sprecher (Seiyū) |
| ------------------ | ---------------------------- |
| Ataru Moroboshi    | Toshio Furukawa              |
| Lum Invader        | Fumi Hirano                  |
| Shinobu Miyake     | Saeko Shimazu                |
| Shūtarō Mendō      | Akira Kamiya                 |
| Jariten/Ten        | Kazuko Sugiyama              |
| Ryūnosuke Fujinami | Mayumi Tanaka                |
| Cherry/Sakurambō   | Ichirō Nagai                 |
| Sakura             | Machiko Washio               |
| Onsen-Mark         | Michihiro Ikemizu            |
| Megane             | Shigeru Chiba                |
| Kakugari           | Shinji Nomura                |
| Perm               | Akira Murayama               |
| Mujaki             | Takuya Fujioka               |

## Veröffentlichungen
Urusei Yatsura 2: Beautiful Dreamer kam am 11. Februar 1984 in die japanischen Kinos. 
Später erschien der Film auch auf VHS und LaserDisc. Die erste DVD-Veröffentlichung erschien 1998 beim englischen Publisher Central Park Media, 2001 erschien auch in Japan eine DVD-Veröffentlichung, mit dem Unterschied, dass das Bildmaterial neu aus dem negativen restauriert wurde und das Bildformat in 16:9 vorliegt, also dem ursprünglichen Kinoformat. Eine Blu-ray hätte an dem 20. März 2009 erscheinen sollen, jedoch stoppte Tōhō den Vertrieb am 26. Januar 2009. Im zweiten Anlauf ist die Blu-ray nun an dem 21. Januar 2015 erschienen.
Der Film erschien auch in Frankreich, Italien und Spanien.

## Rezeption

### Reaktionen
Mamoru Oshiis Fassung, die von Rumiko Takahashis Vorlage weit abwich, brachte ihm heftige Kritik von Fans ein. Dies ging so weit, dass einige ihren Briefen an ihn Rasierklingen beilegten.

### Analyse
Laut Susan Napier findet sich im Film die elegische Form der japanischen Kultur gemeinsam mit der apokalyptischen wieder. Die Überwindung der Vergänglichkeit sei ein zentrales Thema des Films. Dabei behalte er die festliche Komponente der Fernsehserie bei und schaffe so ein einzigartiges wie wunderschönes Werk. Dabei werde die von Takahashi übernommene Feier von Freundschaft und Gemeinschaft mit einem apokalyptischen Unterton und einer poetischen Erzählstruktur ergänzt. In seiner Handlung eröffnet der Film zugleich eine Zuflucht vor dem hektischen Treiben der modernen Gesellschaft und zeigt diese Zuflucht zugleich als Problem auf. Der Film kombiniere so apokalyptische Szenarien mit ausgelassenen, fröhlichem Verhalten der Protagonisten. Ernst und Drama werden dabei von Parodien und Comedy überspielt, wirkten dabei aber umso subtiler. Beautiful Dreamer sei daher ein perfekt gelungenes postmodernes Werk, in dem Lum selbstbezogener Wunsch auf mitfühlende Weise zunächst zu einer surrealen doch attraktiven Welt führt, bis der Zuschauer sich vor Entfremdung und Zersplitterung in die Realität zurückwünscht. Der Film könne auch als Selbstreflexion des Animes gesehen werden: eine festlich, schön und der Traum eines anderen, dessen Vergänglichkeit ihn umso verführerischer macht.